# Xã Fairmount, Quận Butler, Kansas
Xã Fairmount (tiếng Anh: Fairmount Township) là một xã thuộc quận Butler, tiểu bang Kansas, Hoa Kỳ. Năm 2010, dân số của xã này là 489 người.